# Società Sportiva Salernitanaudax 1923-1924
Questa pagina raccoglie i dati riguardanti la Società Sportiva Salernitanaudax nelle competizioni ufficiali della stagione 1923-1924.

## Stagione

Fuori casa col Savoia

Dopo un anno sabbatico, il primo campionato del sodalizio Salernitanaudax, società fondata nel 1922 dalla fusione della Salernitana con i concittadini dello Sporting Club Audax, si concluse con un sesto posto, il terzo ultimo posto consecutivo raggiunto dalla principale rappresentativa salernitana. 

In casa contro l'Internaples

I motivi di tale scarsezza di risultati furono dovuti principalmente alla mancanza di capitale nonché a problemi interni alla dirigenza.
La Salernitanaudax retrocesse, ma fu successivamente ripescata.

## Divise
La Salernitana, dopo la fusione con l'Audax adottò come colori sociali il celeste e il nero a strisce verticali, derivante dal bianco-celeste della Salernitana e il bianco-nero dell'Audax. Tuttavia la Salernitanaudax, oltre a quella celeste-nero, scese in campo anche con altre uniformi: ad esempio, secondo alcune fonti, i calciatori del club campano vestirono anche il bianco-celeste già della Salernitana, oltre al rosso-nero a strisce verticali e al bianco-rosso a strisce orizzontali.
Quanto segue è un esempio di uniformi attribuite alla Salernitanaudax, come sopra descritto.
| Manica sinistra · Manica sinistra · Maglietta · Maglietta · Manica destra · Manica destra · Pantaloncini · Calzettoni · Calzettoni | Manica sinistra · Manica sinistra · Maglietta · Maglietta · Manica destra · Manica destra · Pantaloncini · Calzettoni · Calzettoni | Manica sinistra · Manica sinistra · Maglietta · Maglietta · Manica destra · Manica destra · Pantaloncini · Calzettoni · Calzettoni | Manica sinistra · Manica sinistra · Maglietta · Maglietta · Manica destra · Manica destra · Pantaloncini · Calzettoni |

## Organigramma societario
Fonti:
Area direttiva
- Presidente: Adalgiso Onesti fino al 23/09/1923, dal 1/10/1923 Settimio Mobilio
- Segretario: Franz Moscati

Area tecnica
- Allenatore: Alfonso Guasco

## Rosa

Vincenzo Salvi, Gennaro Pepe e Vincenzo Ragone

La rosa della Salernitanaudax 1923-24
| N. |                   | Ruolo | Calciatore       |
| -- | ----------------- | ----- | ---------------- |
|    | Italia (bandiera) | P     | Gennaro Finizio  |
|    | Italia (bandiera) | P     | Luigi Naddeo     |
|    | Italia (bandiera) | P     | Gennaro Pepe     |
|    | Italia (bandiera) | D     | Matteo Apicella  |
|    | Italia (bandiera) | D     | Mario Capone     |
|    | Italia (bandiera) | D     | Mario Clarizia   |
|    | Italia (bandiera) | D     | Gerardo Conforti |
|    | Italia (bandiera) | D     | Mario De Simone  |
|    | Italia (bandiera) | D     | Luca Giordano    |
|    | Italia (bandiera) | D     | Nisi             |
|    | Italia (bandiera) | D     | Vincenzo Ragone  |
|    | Italia (bandiera) | D     | Giuseppe Trotta  |
|    | Italia (bandiera) | C     | Ignazio Mandelli |

| N. |                     | Ruolo | Calciatore          |
| -- | ------------------- | ----- | ------------------- |
|    | Italia (bandiera)   | C     | Ugo Vernieri        |
|    | Italia (bandiera)   | C     | Nicola Villani      |
|    | Italia (bandiera)   | A     | Mario Adinolfi      |
|    | Italia (bandiera)   | A     | Nicola Aliberti     |
|    | Italia (bandiera)   | A     | Raimondo D'Auria    |
|    | Italia (bandiera)   | A     | E. Diodato          |
|    | Germania (bandiera) | A     | Willy Kargus        |
|    | Italia (bandiera)   | A     | Giuseppe Russo      |
|    | Italia (bandiera)   | A     | Vincenzo Salvi      |
|    | Italia (bandiera)   | A     | Senatore II         |
|    | Italia (bandiera)   | A     | Matteo Senatore     |
|    | Italia (bandiera)   | A     | Giuseppe Sanfilippo |

## Calciomercato
| Acquisti | Acquisti         | Acquisti | Acquisti |
| R.       | Nome             | da       | Modalità |
| -------- | ---------------- | -------- | -------- |
| P        | Luigi Naddeo     |          |          |
| P        | Gennaro Pepe     |          |          |
| D        | Matteo Apicella  |          |          |
| D        | Mario Clarizia   |          |          |
| D        | Mario De Simone  |          |          |
| D        | Luca Giordano    |          |          |
| D        | Nisi             |          |          |
| D        | Vincenzo Ragone  |          |          |
| D        | Giuseppe Trotta  |          |          |
| C        | Ignazio Mandelli |          |          |
| C        | Ugo Vernieri     |          |          |
| A        | Mario Adinolfi   |          |          |
| A        | Raimondo D'Auria |          |          |
| A        | E. Diodato       |          |          |
| A        | Vincenzo Salvi   |          |          |
| A        | Senatore II      |          |          |
| A        | Matteo Senatore  |          |          |

| Cessioni | Cessioni              | Cessioni | Cessioni |
| R.       | Nome                  | a        | Modalità |
| -------- | --------------------- | -------- | -------- |
| D        | Corrado Ciminari      |          |          |
| D        | Saverio Pintozzi      |          |          |
| D        | Pisa                  |          |          |
| C        | Baroncino             |          |          |
| C        | Bianchi               |          |          |
| C        | Alfredo De Cesare     |          |          |
| C        | Francesco Martuscelli |          |          |
| C        | Alfredo Vestuti       |          |          |
| A        | Baldini               |          |          |
| A        | De Marco              |          |          |
| A        | Vincenzo Esposito     |          |          |
| A        | Fariello              |          |          |
| A        | Frigerio              |          |          |
| A        | Giovanni Galeati      |          |          |

## Risultati

### Prima Divisione

#### Girone di andata
| Torre Annunziata 28 ottobre 1923 1ª giornata                                               | Savoia    | 5 – 1 referto | Salernitanaudax | Campo Oncino |
| \| \| \| \| \| Bobbio 4’, 47’, 84’ Maltagliati 51’ Maresca 54’ \| Marcatori \| 2’ Salvi \| |           |               |                 |              |
|                                                                                            |           |               |                 |              |
| Bobbio 4’, 47’, 84’ Maltagliati 51’ Maresca 54’                                            | Marcatori | 2’ Salvi      |                 |              |

| Salerno 4 novembre 1923 2ª giornata                                                        | Salernitanaudax | 1 – 5 referto                                  | Internaples | Campo di Piazza d'Armi |
| \| \| \| \| \| Kargus 9’ \| Marcatori \| 1’ Gigliesi 44’, 60’, 47’ Valente 76’ Esposito \| |                 |                                                |             |                        |
|                                                                                            |                 |                                                |             |                        |
| Kargus 9’                                                                                  | Marcatori       | 1’ Gigliesi 44’, 60’, 47’ Valente 76’ Esposito |             |                        |

| Cava de' Tirreni 11 novembre 1923 3ª giornata                                                                        | Cavese    | 5 – 2 referto           | Salernitanaudax |  |
| \| \| \| \| \| Fracchia 5’ (rig.) Tavella 44’, 65’ Rastelli 66’ Bruna 68’ \| Marcatori \| 22’ Kargus 60’ Giordano \| |           |                         |                 |  |
| |           |                         |                 |  |
| Fracchia 5’ (rig.) Tavella 44’, 65’ Rastelli 66’ Bruna 68’                                                           | Marcatori | 22’ Kargus 60’ Giordano |                 |  |

| Castellammare di Stabia 25 novembre 1923 4ª giornata | Stabia | 2 – 0 A tavolino referto | Salernitanaudax |  |

| Cava de' Tirreni 13 gennaio 1924 5ª giornata | Bagnolese | 0 – 0 Rinviata referto | Salernitanaudax |  |

#### Girone di ritorno
| Arbitro: | Pauzano |

|                                                         |           |  |
| Iaquinto I ??’ Ghisi II ??’, ??’ Valente ??’ Sacchi ??’ | Marcatori |  |

| Salerno 16 dicembre 1923 7ª giornata          | Salernitanaudax | 0 – 1 referto | Cavese | Campo di Piazza d'Armi |
| \| \| \| \| \| \| Marcatori \| 15’ Tavella \| |                 |               |        |                        |
|                                               |                 |               |        |                        |
|                                               | Marcatori       | 15’ Tavella   |        |                        |

| Salerno 27 gennaio 1924 8ª giornata            | Salernitanaudax | 0 – 1 referto | Savoia | Campo di Piazza d'Armi |
| \| \| \| \| \| \| Marcatori \| 70’ Mombelli \| |                 |               |        |                        |
|                                                |                 |               |        |                        |
|                                                | Marcatori       | 70’ Mombelli  |        |                        |

| Salerno 3 febbraio 1924 9ª giornata | Salernitanaudax | 0 – 2 A tavolino referto | Bagnolese | Campo di Piazza d'Armi |

| Cava de' Tirreni 13 aprile 1924 10ª giornata | Salernitanaudax | 2 – 0 A tavolino referto | Stabia |  |

### Coppa Giordano
| Napoli 23 settembre 1923 1º turno                                                         | Bagnolese | 5 – 1 referto | Salernitanaudax |  |
| \| \| \| \| \| Parodi ??’, ??’, ??’ Sarnataro ??’ Invoro ??’ \| Marcatori \| ??’ Russo \| |           |               |                 |  |
|                                                                                           |           |               |                 |  |
| Parodi ??’, ??’, ??’ Sarnataro ??’ Invoro ??’                                             | Marcatori | ??’ Russo     |                 |  |

### Coppa A.G. Nocerina
| Salerno 14 ottobre 1923 1º turno | Salernitanaudax | 2 – 0 A tavolino referto | Savoia | Campo di Piazza d'Armi |

| 20 ottobre 1923 2º turno                         | Forti e Veloci | 2 – 0 referto | Salernitanaudax |  |
| \| \| \| \| \| Fiore ??’, 32’ \| Marcatori \| \| |                |               |                 |  |
|                                                  |                |               |                 |  |
| Fiore ??’, 32’                                   | Marcatori      |               |                 |  |

## Statistiche

### Statistiche di squadra
| Competizione        | Punti | In casa | In casa | In casa | In casa | In casa | In casa | In trasferta | In trasferta | In trasferta | In trasferta | In trasferta | In trasferta | Totale | Totale | Totale | Totale | Totale | Totale | DR  |
| Competizione        | Punti | G       | V       | N       | P       | Gf      | Gs      | G            | V            | N            | P            | Gf           | Gs           | G      | V      | N      | P      | Gf     | Gs     | DR  |
| ------------------- | ----- | ------- | ------- | ------- | ------- | ------- | ------- | ------------ | ------------ | ------------ | ------------ | ------------ | ------------ | ------ | ------ | ------ | ------ | ------ | ------ | --- |
| Prima Divisione     | 3     | 5       | 1       | 0       | 4       | 3       | 9       | 5            | 0            | 1            | 4            | 3            | 17           | 10     | 1      | 1      | 8      | 6      | 26     | -20 |
| Coppa Giordano      | -     | 0       | 0       | 0       | 0       | 0       | 0       | 1            | 0            | 0            | 1            | 1            | 5            | 1      | 0      | 0      | 1      | 1      | 5      | -4  |
| Coppa A.G. Nocerina | -     | 1       | 1       | 0       | 0       | 2       | 0       | 1            | 0            | 0            | 1            | 0            | 2            | 2      | 1      | 0      | 1      | 2      | 2      | 0   |
| Totale              | -     | 6       | 2       | 0       | 4       | 5       | 9       | 7            | 0            | 0            | 7            | 4            | 24           | 13     | 2      | 1      | 10     | 9      | 33     | -24 |

### Andamento in campionato
| Giornata  | 1 | 2 | 3 | 4 | 5 | 6 | 7 | 8 | 9 | 10 |
| --------- | - | - | - | - | - | - | - | - | - | -- |
| Luogo     | T | C | T | T | T | T | C | C | C | C  |
| Risultato | P | P | P | P | N | P | P | P | P | V  |

Legenda:

Luogo: C = Casa; T = Trasferta. Risultato: V = Vittoria; N = Pareggio; P = Sconfitta.

### Statistiche dei giocatori
| Giocatore     | Prima Divisione | Prima Divisione | Coppa Giordano | Coppa Giordano | Coppa A.G. Nocerina | Coppa A.G. Nocerina | Totale   | Totale |
| Giocatore     | Presenze        | Reti            | Presenze       | Reti           | Presenze            | Reti                | Presenze | Reti   |
| ------------- | --------------- | --------------- | -------------- | -------------- | ------------------- | ------------------- | -------- | ------ |
| M. Adinolfi   | 1               | 0               | ?              | 0              | ?                   | 0                   | 1+       | 0      |
| N. Aliberti   | 6               | 0               | ?              | 0              | ?                   | 0                   | 6+       | 0      |
| M. Apicella   | 8               | 0               | ?              | 0              | ?                   | 0                   | 8+       | 0      |
| M. Clarizia   | 0               | 0               | ?              | 0              | ?                   | 0                   | 0+       | 0      |
| M. Capone     | 5               | 0               | ?              | 0              | ?                   | 0                   | 5+       | 0      |
| G. Conforti   | 1               | 0               | ?              | 0              | ?                   | 0                   | 1+       | 0      |
| R. D'Auria    | 0               | 0               | ?              | 0              | ?                   | 0                   | 0+       | 0      |
| M. De Simone  | 0               | 0               | ?              | 0              | ?                   | 0                   | 0+       | 0      |
| E. Diodato    | 1               | 0               | ?              | 0              | ?                   | 0                   | 1+       | 0      |
| G. Finizio    | 7               | -7              | ?              | -?             | ?                   | -?                  | 7+       | -7+    |
| L. Giordano   | 4               | 1               | ?              | 0              | ?                   | 0                   | 4+       | 1      |
| W. Kargus     | 8               | 2               | ?              | 0              | ?                   | 0                   | 8+       | 2      |
| I. Mandelli   | 0               | 0               | ?              | 0              | ?                   | 0                   | 0+       | 0      |
| L. Naddeo     | 1               | -5              | ?              | -?             | ?                   | -?                  | 1+       | -5+    |
| Nisi          | 5               | 0               | ?              | 0              | ?                   | 0                   | 5+       | 0      |
| G. Pepe       | 2               | -10             | ?              | -?             | ?                   | -?                  | 2+       | -10+   |
| V. Ragone     | 3               | 0               | ?              | 0              | ?                   | 0                   | 3+       | 0      |
| G. Russo      | 10              | 0               | ?              | 1              | ?                   | 0                   | 10+      | 1      |
| V. Salvi      | 8               | 1               | ?              | 0              | ?                   | 0                   | 8+       | 1      |
| Senatore II   | 5               | 0               | ?              | 0              | ?                   | 0                   | 5+       | 0      |
| M. Senatore   | 2               | 0               | ?              | 0              | ?                   | 0                   | 2+       | 0      |
| G. Sanfilippo | 6               | 0               | ?              | 0              | ?                   | 0                   | 6+       | 0      |
| G. Trotta     | 10              | 0               | ?              | 0              | ?                   | 0                   | 10+      | 0      |
| U. Vernieri   | 7               | 0               | ?              | 0              | ?                   | 0                   | 7+       | 0      |
| N. Villani    | 10              | 0               | ?              | 0              | ?                   | 0                   | 10+      | 0      |